# Nerovnost aritmetického a geometrického průměru
V matematice říká nerovnost aritmetického a geometrického průměru (krátce AG nerovnost), že aritmetický průměr nezáporných čísel je vždy větší nebo roven geometrickému průměru těchto čísel. Navíc, rovnost nastává tehdy a jen tehdy, pokud jsou všechna průměrovaná čísla stejná.

## Tvrzení
Formálně se nerovnost zapíše
{\displaystyle {\sqrt[{n}]{x_{1}x_{2}\cdots x_{n}}}\leq {\frac {x_{1}+x_{2}+\cdots +x_{n}}{n}}},
nebo zkráceně
{\displaystyle {\sqrt[{n}]{\prod _{i=1}^{n}x_{i}}}\leq {\frac {1}{n}}\sum _{i=1}^{n}x_{i}}
případně ekvivalentně
{\displaystyle \exp \left({\frac {1}{n}}\sum _{i=1}^{n}\ln x_{i}\right)\leq {\frac {1}{n}}\sum _{i=1}^{n}x_{i}}.

## Důkaz
Pro dvě čísla elementární, ekvivalentní vztahu
{\displaystyle (a-b)^{2}\geq 0},
také názorně plyne z Euklidovy věty o výšce.
Nabízí se důkaz matematickou indukcí, je však obtížný. Cauchy zde však elegantně použil techniku tzv. sestupné indukce.
Tvrzení bezprostředně plyne z Jensenovy nerovnosti a existuje i celá řada elementárnějších důkazů, např. Pólyův pomocí nerovnosti
{\displaystyle e^{x}\geq 1+x}.
AG nerovnost je rovněž ekvivalentní nerovnosti mezi geometrickým a harmonickým průměrem.